# San Liberale (Marcon)
San Liberale è una frazione del comune di Marcon, in provincia di Venezia.

## Storia
Anticamente l'attuale San Liberale rappresentava la porzione orientale del territorio di Gaggio. Località paludosa e malarica ai margini della Laguna Veneta, con le bonifiche condotte durante il Ventennio vide crescere enormemente la propria popolazione. Di conseguenza venne dapprima istituita una nuova parrocchia (1953) cui seguì la costruzione di un quartiere residenziale (anni 1960).

## Monumenti e luoghi d'interesse

### Chiesa parrocchiale
Realizzata tra il 1944 e il 1953, anno in cui fu elevata a parrocchiale, venne costruita con il contributo degli abitanti di Gaggio per soddisfare le esigenze religiose delle famiglie che si erano insediate nella zona dopo le bonifiche degli anni 1930.
Dal punto di vista architettonico, è un edificio perfettamente in linea con lo stile del periodo, progettato da Achille Vettorazzo.